# Pavel Hutka
Pavel Huťka (Šumperk, 28 febbraio 1949) è un ex tennista cecoslovacco naturalizzato ceco.

## Biografia

### Carriera sportiva
Nel primo turno del Roland Garros del 1976, Hutka mancò un match-point contro Adriano Panatta, futuro vincitore del torneo.
Nel Roland Garros del 1977, si spinse fino al terzo turno, grazie ai successi sul connazionale Jan Simbera e su Brian Teacher. Nell'edizione del 1978 fu eliminato al primo turno da Billy Martin, in tre set. L'anno successivo eliminò al primo turno Johan Kriek in quattro set, per poi cedere al turno successivo a Victor Amaya. La sua ultima partecipazione agli Internazionali di Francia lo vide soccombere al primo turno a Ben Testerman, in quattro set.
L'altro torneo del Grande Slam in cui vanta una presenza è quello di Wimbledon, dove, nell'edizione del 1970, fu eliminato al primo turno, in tre set, da Patrice Dominguez.
In doppio raggiunse la finale al torneo di Kitzbuhel nel 1979 dove, insieme a Pavel Složil, fu sconfitto dalla coppia formata dallo statunitense Mike Fishbach e da Chris Lewis.
In singolare raggiunse tre volte i quarti di finale nel circuito Grand Prix, a Monaco di Baviera nel 1975, a Nizza nel 1978 e a Stoccarda nel 1979.

## Caratteristiche tecniche
Era un tennista atipico: colpiva il dritto con la destra, ma schiacciava e serviva con la mano sinistra.